# FK Tatran Stupava
FK Stupava là một câu lạc bộ bóng đá Slovakia, đến từ thị trấn Stupava, Malacky District. Câu lạc bộ được thành lập năm 1921.